# Jenkinsburg (Géorgie)
Jenkinsburg est une ville américaine située dans le comté de Butts, en Géorgie. Selon le recensement de 2020, sa population est de 391 habitants.